# Yang Yang (patinage de vitesse, 1976)
Pour les articles homonymes, voir Yáng (楊), Yáng (揚) et Yang Yang.
Ne doit pas être confondue avec Yang Yang, patineuse chinoise née en 1977.
Yang Yang (chinois simplifié : 杨扬 ; chinois traditionnel : 楊揚 ; pinyin : Yáng Yáng), née le 24 août 1976 à Harbin, est une patineuse sur piste courte chinoise.
Née en 1976, le (A) est communément rajouté à son nom pour la distinguer de sa compatriote Yang Yang (S), née en 1977. 
Elle est la première chinoise à remporter une médaille d'or aux Jeux olympiques d'hiver et la première patineuse à remporter les Championnats du monde six fois d'affilée, égalée par Ahn Hyun-soo chez les hommes (de façon non consécutive) plusieurs années plus tard.

## Jeux olympiques
- Jeux olympiques d'hiver de 1998 à Nagano ( Japon) :
  -  Médaille d'argent sur relais 3 000 m

- Jeux olympiques d'hiver de 2002 à Salt Lake City ( États-Unis) :
  -  Médaille d'or 500 m
  -  Médaille d'or 1 000 m
  -  Médaille d'argent sur relais 3 000 m

- Jeux olympiques d'hiver de 2006 à Turin ( Italie) :
  -  Médaille de bronze sur 1 000 m